# Ivanko di Bulgaria
Ivanko di Bulgaria (in lingua bulgara Иванко; fl. XII-XIII secolo) è stato un militare bulgaro vissuto alla fine del XII secolo.

## Biografia
Ivanko uccise Ivan Asen I, sovrano del nascente secondo Impero bulgaro, nel 1196 cercando di usurparne il trono. L'omicidio si verificò quando Asen, adirato, convocò Ivanko richiamandolo alla disciplina poiché aveva una relazione con la sorella di sua moglie.
Nel 1197 Ivanko, che era di origini valacche secondo la terminologia usata da Niceta Coniata, sposò Teodora Angelina, la figlia di Anna Comnena Angelina e del sebastocratore Isacco Comneno Vatatzes. Il padre di Teodora era morto pochi mesi prima prigioniero dei bulgari.
Ivanko, che aveva adottato il nome greco di Alessio, combatté contro il nonno della moglie, l'imperatore bizantino Alessio III Angelo, ma successivamente si alleò con lui. Fece prigioniero il generale Manuele Camytzes nel 1198, che venne poi riscattato da suo genero, rivale di Ivanko, Dobromir.
Il genero dell'imperatore Alessio Paleologo e Teodoro Lascaris marciarono contro di lui nel 1200, e alla fine fu catturato quando Alessio promise di non fargli del male, in un consiglio di pace, ma poi lo prese prigioniero.